# Marxistisch-leninistische staat

Een kaart waarop de huidige staten met een zelfverklaarde communistische regering te zien zijn.

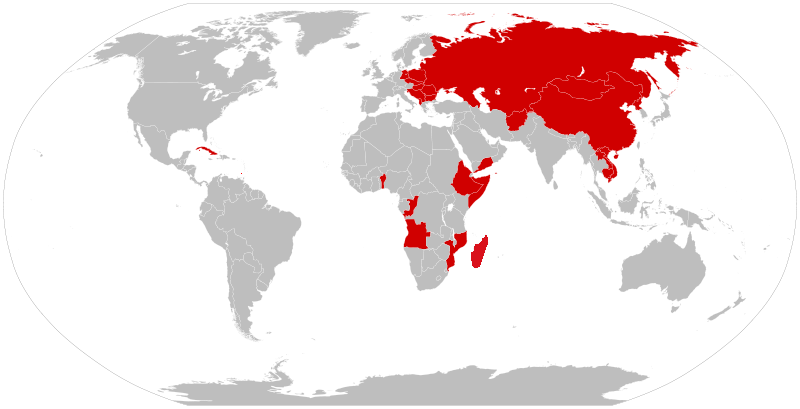
Kaart van landen die zichzelf verklaard hebben of werden verklaard als socialistische staten onder de marxistisch-leninistische of maoïstische definitie tussen 1979 en 1983.

Een marxistisch-leninistische staat (ook wel, door de voorstanders, socialistische staat, de 'dictatuur van het proletariaat', en ook, door de tegenstanders, de 'communistische dictatuur' of 'communistische staat') is een staatskapitalistische staat die geregeerd wordt door een communistische partij die als ideologie het marxisme-leninisme heeft. Volgens het communistische principe is het openbare eigendom van alle of de meeste middelen van de productie door een communistische partij geleide staat noodzakelijk om het belang van de arbeidersklasse te bevorderen. Volgens marxisten-leninisten is de staat een instrument in de handen van de heersende klasse.
Marxistisch-leninistische staten kunnen verschillende legale politieke partijen hebben, maar de communistische partij heeft meestal een bijzondere of een dominante rol in de regering, vaak door (bepalingen in) de grondwet.

## Bezwaren tegen het gebruik van de term 'communistische staat'
In de praktijk blijkt dat deze staten zich identificeren als socialistische staten. Volgens aanhangers van marxistisch-leninistische ideologieën is het primaire doel van deze staten om de respectieve landen begeleiden in het proces van opbouw van het socialisme, wat uiteindelijk moet leiden tot het communisme.
Karl Marx maakte onderscheid tussen de eerste fase van de communistische maatschappij en de hoogste fase van de communistische maatschappij. Na de dood van Marx gaven de meesten marxisten de eerste fase van het communisme de naam socialisme dat nog steeds privé-eigendom bevat van consumptiemiddelen. Communisme in de hoogste fase zou geldloos, klasseloos en staatloos moeten zijn. Dit zou dus betekenen dat de term 'communistische staat' een oxymoron is als men met communisme de hoogste fase van communisme wordt bedoeld.

## Moderne tijd

### Landen waarin een marxistisch-leninistische partij de macht heeft
- Cuba - Communistische Partij van Cuba, geleid door Miguel Díaz-Canel.
- China - Communistische Partij van China, geleid door Xi Jinping.
- Vietnam - Communistische Partij van Vietnam, partij geleid door Nguyễn Phú Trọng.
- Laos - Laotiaanse Revolutionaire Volkspartij, geleid door Khamtai Siphandon.

### Lijst van landen waarin marxistisch-leninisten regeren
- Nepal - Verenigde Communistische Partij van Nepal (Maoïstisch), Communistische Partij van Nepal (Verenigd Marxistisch-Leninistisch) en Communistische Partij van Nepal (Verenigd), leiden de regeringscoalitie.

### Marxistisch-leninistische partijen als onderdeel van een andere regerende coalitie
- Bangladesh - Arbeiderspartij van Bangladesh neemt deel aan de regerende coalitie.
- Brazilië - Communistische Partij van Brazilië neemt deel aan de regerende coalitie.
- Bulgarije - Communistische Partij van Bulgarije neemt deel aan de regerende coalitie.
- Guyana - Volks Progressieve Partij is de regerende partij. (Alleen nominaal marxistisch-leninistisch.)
- Mali - Malinese Partij van de Arbeid neemt deel aan de regerende coalitie.
- Peru - Peruviaanse Communistische Partij neemt deel aan de regerende coalitie.
- Sri Lanka - Communistische Partij van Sri Lanka neemt deel aan de regerende coalitie.
- Syrië - Syrische Communistische Partij (Bakdash), Syrische Communistische Partij (Verenigd) nemen deel aan de regerende coalitie.
- Venezuela - Communistische Partij van Venezuela neemt deel aan de regerende coalitie.
- Uruguay - Communistische Partij van Uruguay neemt deel aan de regerende coalitie.
- Zuid-Afrika - Zuid-Afrikaanse Communistische Partij neemt deel aan de regerende coalitie.

## Kritiek

### Liberale kritiek
Totalitaire communistische regimes zijn bekritiseerd voor hun eenpartijstelsel, totalitaire controle over de economie en de maatschappij en onderdrukking van de burgerlijke vrijheden door de Raad van Europa, economische focus op de zware industrie ten koste van de consumptiegoederen, wat soms leidt tot tekorten van vitale producten of zelfs hongersnoden, en het militarisme en propaganda als dekmantel voor de fouten van de overheid.

### Linkse kritiek
Door onder andere linkse communisten en trotskisten worden marxistisch-leninistische staten gezien als een minder authentieke versie dan wat Karl Marx voor ogen had bij een dictatuur van het proletariaat.
Andere linkse groeperingen zoals anarchisten en libertaire socialisten zien marxistisch-leninistische staten als te autoritair en totalitair waarbij veel vrijheden werden ontnomen. Anarchisten constateren dan ook vaak dat marxistisch-leninistische staten geen pogingen zijn tot communisme maar fascisme met een rode vlag.